# 竹村典彦
竹村 典彦（たけむら のりひこ、1958年12月26日 - ）は、日本の実業家。第2代プロントコーポレーション代表取締役社長。

## 人物・経歴
奈良県出身。同志社香里高校を経て、1981年同志社大学法学部卒業、サントリー入社、亀戸での営業に配属。その後吉本隆彦とともに社内でミュープランニングアンドオペレーターズを設立。同社取締役、専務、副社長を経て、サントリーなどが設立したプロントコーポレーションに移った。2005年から同社代表取締役社長を務めて、頻繁に現場に足を運びながら経営をし、既存店強化や新規店舗の出店を進めた。